# Tamsalu
Pour la commune, voir Tamsalu (commune).
Tamsalu (autrefois : Tamsal) est une ville du nord de l’Estonie, dans le Virumaa occidental. C’est le chef-lieu administratif de la commune de Tamsalu. Elle avait une population de 2 557 habitants en 2007.

## Géographie
La ville de Tamsalu est située à 30 kilomètres de Rakvere, à 105 kilomètres de Tallinn et de Tartu, et à 150 kilomètres de Narva, ville-frontière avec la Russie.

## Histoire
Le village de Tamsal a été mentionné pour la première fois par écrit en 1512, et demeure un petit village jusqu’à l’ouverture de la ligne de chemin de fer Reval-Dorpat (aujourd’hui Tallinn-Tartu) qui s’arrête à Tamsal en 1876. Le village doit son essor à l’extraction du calcaire, puis à partir des années 1880 à la fabrication de machines agricoles et à la minoterie. L’époque de la république socialiste soviétique d’Estonie voit s’installer à Tamsalu de nombreux ouvriers qui travaillent dans une usine de béton. Tamsalu obtient le statut de bourg en 1954 et de ville en 1996.

## Personnalité liée à la ville
- Marko Pomerants (1964- ), homme politique estonien et ancien ministre de l'Intérieur dans le gouvernement Ansip II.

## Jumelages et partenariats
La ville de Tamsalu possède notamment  des accords de coopération avec :
- Lyngdal (Norvège)
- Petäjävesi (Finlande)
- Svenljunga (Suède)